# ایرسین
ایرسین (نام علمی: Iresine) نام یک سرده از خانواده تاج‌خروسیان است.